# Charles Étienne Brasseur de Bourbourg

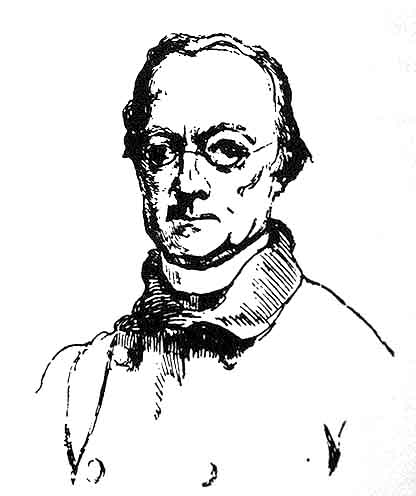
Brasseur de Bourbourg

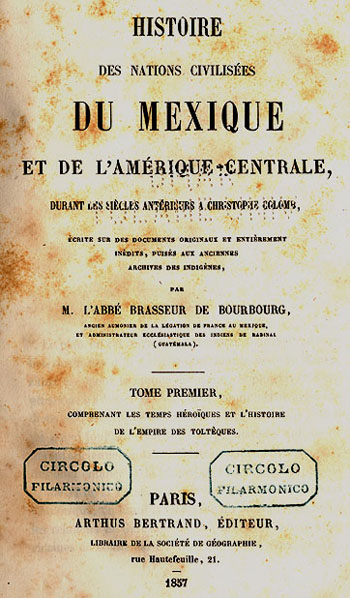
Titelblatt der Geschichte Mexikos

Abbé Charles Étienne Brasseur de Bourbourg (* 8. September 1814 in Bourbourg, Département Nord; † 8. Januar 1874 in Nizza) war ein französischer Historiker, Ethnologe und Archäologe.

## Leben
Brasseur de Bourbourg, wie er meist nur genannt wurde, studierte die Fächer Theologie und Philosophie in Belgien. 1845 war er Lehrer am katholischen Seminar von Québec. Besonders zeichnete er sich in der Folgezeit durch seine Mittelamerika-Studien aus. 1854 fand er in der Bibliothek von Guatemala-Stadt das Maya-Manuskript Popol Vuh. 1855 übersetzte er die Annalen der Cakchiquel, und 1862 entdeckte er in Madrid das verschollene Manuskript von Diego de Landas Relación de las cosas de Yucatán, das später eine der Grundlagen zur Entzifferung der Maya-Schrift wurde.
In seiner Grammaire de la langue quichée (1862) begann Brasseur de Bourbourg einen Zusammenhang zwischen der Mayakultur und dem von Plato beschriebenen Inselstaat Atlantis herzustellen. 1866 wurde Monuments anciens du Mexique (Palenque, et autres ruines de l’ancienne civilisation du Mexique) veröffentlicht, die reichen Illustrationen stammten von Jean-Frédéric Waldeck. Auch aufgrund der Illustrationen wurde ein Zusammenhang mit den Architektur des klassischen griechisch-römischen Altertums insinuiert. Aufgrund seiner unzureichenden Fähigkeit, die Maya-Codices zu entziffern, glaubte Brasseur irrigerweise, in ihnen Berichte von einem untergangenen Land namens Mu erkennen zu können. Diese Behauptungen fanden großen Nachhall und inspirierten unter anderem Augustus Le Plongeon und Ignatius Donnelly zu Lokalisierungshypothesen zu Atlantis. Zusammen mit Brasseurs Erstübersetzung des Popol Vuh sind sie eine der Grundlage für New-Age-Mythen über ein angebliches Nachwirken der Mayakultur in der Gegenwart.

## Veröffentlichungen
- 1859/1860: Voyage sur l’Isthme de Tehuantepec dans l’état de Chiapas et la République de Guatemala. Paris.
- 1861: Popol Vuh, le Livre sacré des Quichés etc., 2 Bände. Paris.
- 1862: Grammaire Quichée et le drame de abinal Achí (Grammatik der Quiché-Sprache und das Drama von Rabinal Achí), Paris.
- 1866: Monuments anciens du Mexique. Palenque, et autres ruines de l’ancien civilisation du Mexique. Paris.
- 1867: Histoire des nations civilisées du Mexique et de l’Amérique Centrale durant les années antérieurs de Christophe Colomb; 4 Bände. Arthus-Bertrand, Éditeur. Paris.
- 1868: Quatre Lettres sur le Mexique. Paris.
- 1871: Bibliothèque Mexico-Guatemalienne. Paris.